# Museo Comunitario Juan García Aldama
El Museo Comunitario Cucapah Juan García Aldama es un museo indígena comunitario ubicado en la comunidad de El Mayor Cucapah en el municipio de Mexicali, Baja California donde se puede apreciar la forma de vida tradicional del pueblo Cucapah así como sus tradiciones y costumbres. Es considerado como el primer museo étnico-comunitario en el estado de Baja California, México. Fundado en 1991, siguió un concepto museográfico proporcionado por el Instituto Nacional de Antropología e Historia (INAH). Fue nombrado en honor a Juan García Aldama, el jefe de la tribu cucapah más longevo quien murió a los 123 años.

## Fundación

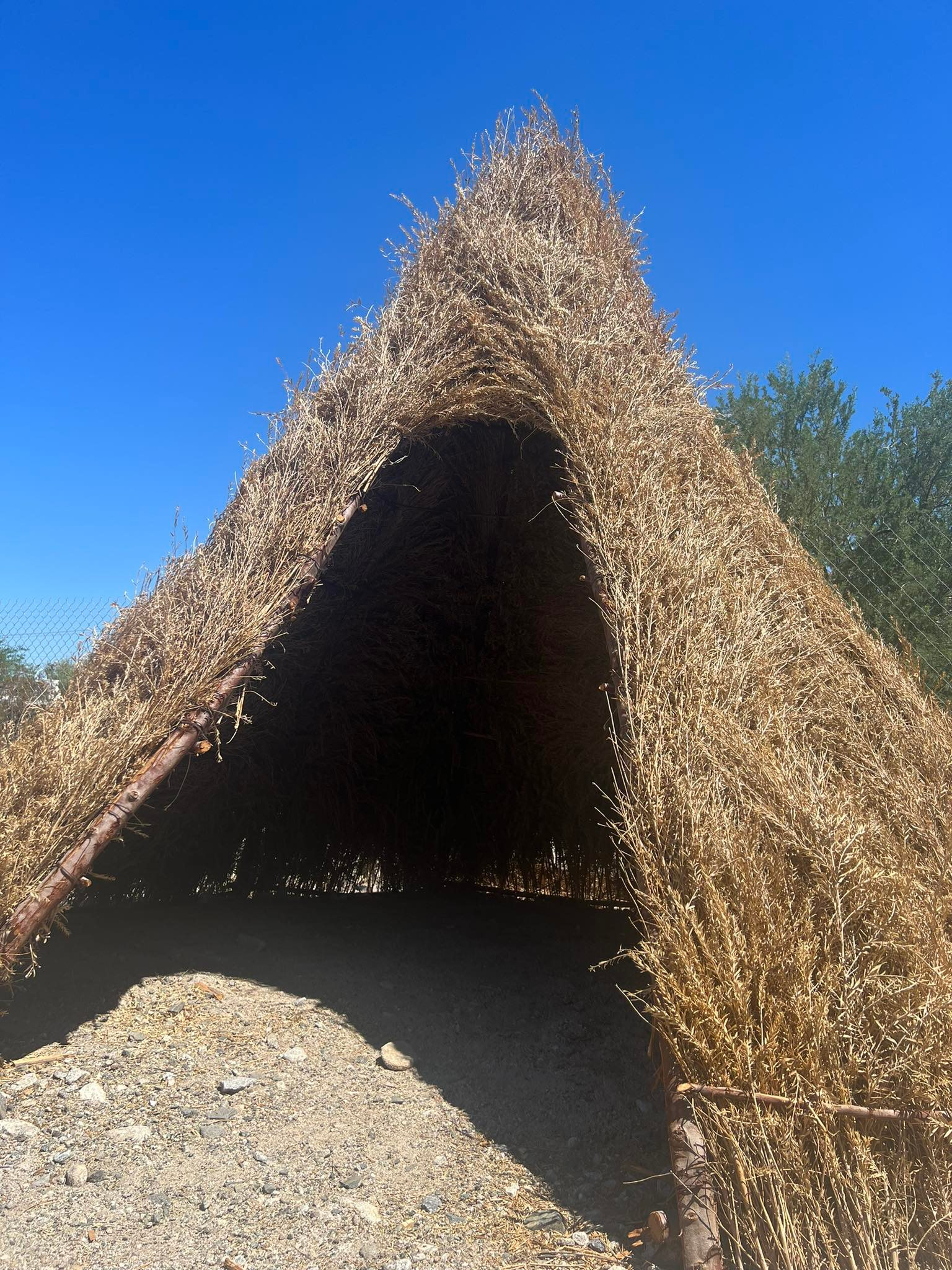
Réplica de vivienda cucapah

Fue inaugurado el 10 de septiembre de 1991 en un inmueble construido en 1982, el cual alberga a la comandancia y a la tienda de artesanías de la comunidad de El Mayor Cucapah. 
El museo comunitario conserva y difunde el legado cultural del pueblo Cucapah mediante réplicas de viviendas tradicionales, fotografías y objetos. Se puede observar la historia y las costumbres de los primeros pobladores de la zona Delta del Río Colorado y las piezas que elaboran las personas artesanas de la comunidad cucapá como: pectorales, collares, aretes, joyería de chaquira, faldas de corteza de sauce, entre otros artículos.
Anteriormente los cucapah construían sus casas con materiales que se encontraban en su entorno, utilizaban cachanilla, sauce y lodo. En el exterior del museo comunitario se encuentra una de las réplicas de estas construcciones.

## Exhibición
El museo presenta un panorama general de la historia y las costumbres de los cucapah, mediante objetos antiguos, fotografías, indumentaria y muestras a escala de casas tradicionales de la región. Alberga una serie de reproducciones fotográficas de los archivos históricos del Instituto Smithsoniano  y The Sherman Foundation.

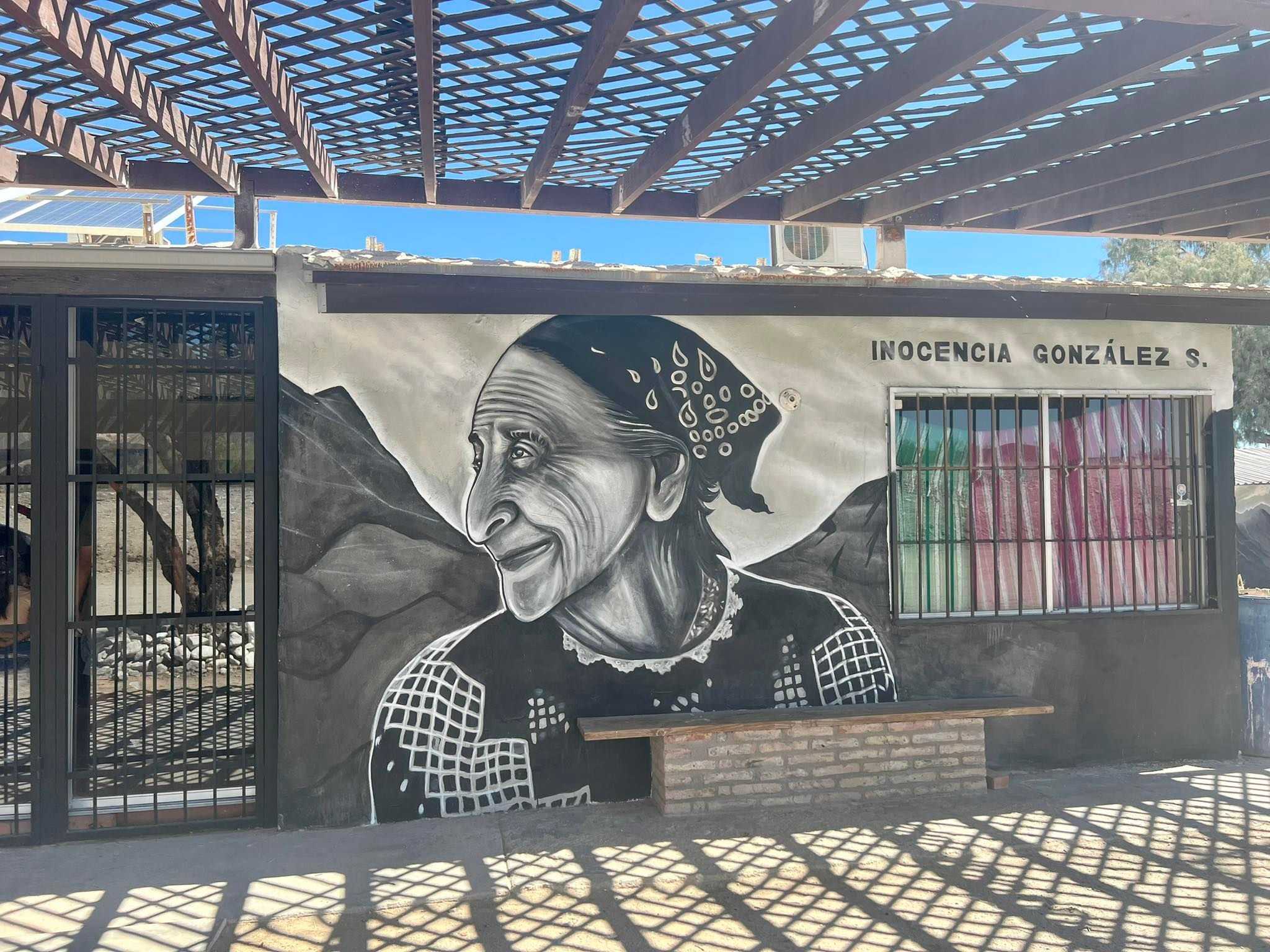
Inocencia González

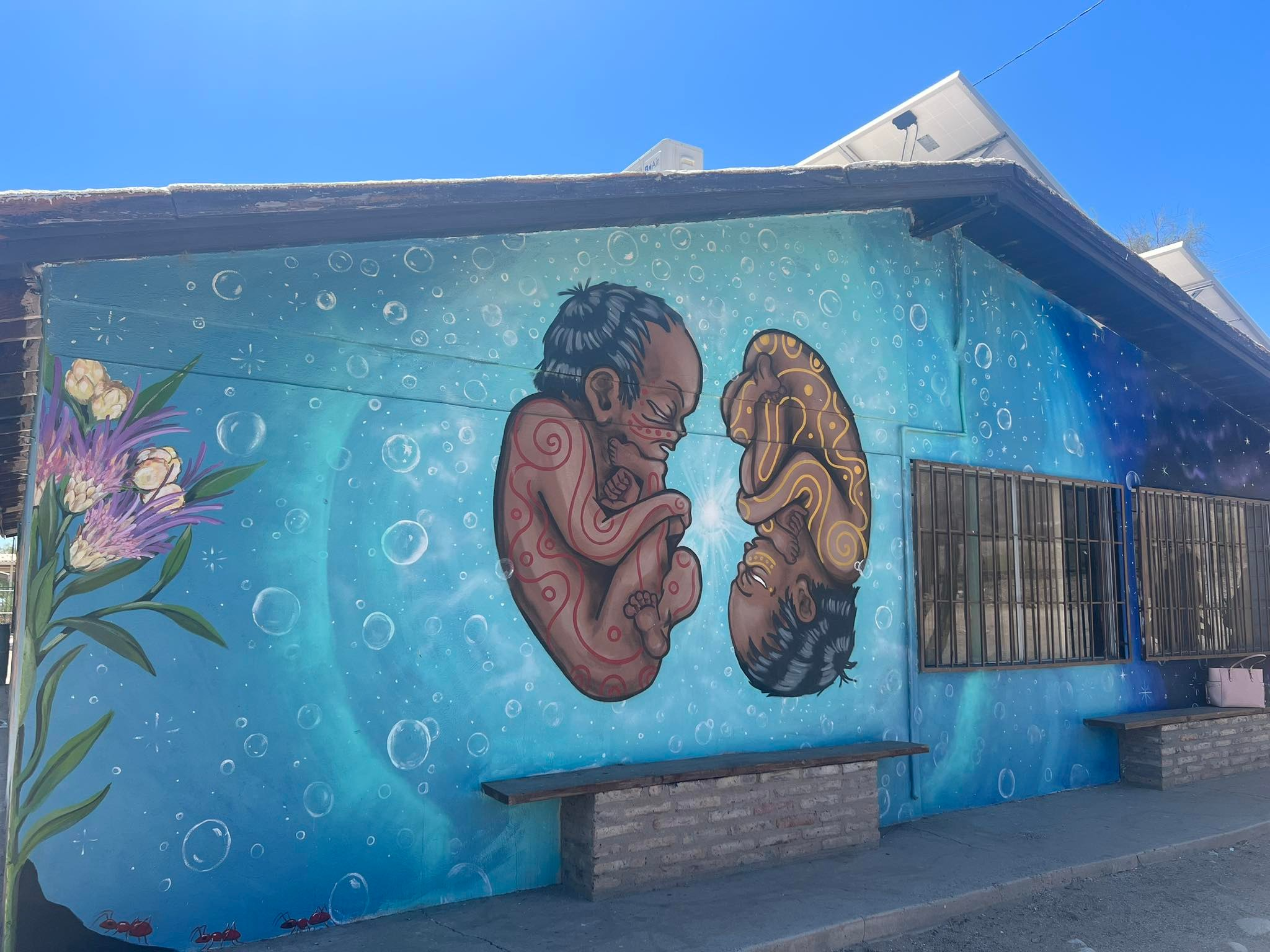
Representación artística de Sipa y Komat, para los Cucapah los hermanos que vivían bajo el agua fueron y son quienes dieron origen al mundo, la vida y el orden de las cosas.

El museo está integrado por tres áreas: la primera, que se encuentra en la parte exterior cercada a la usanza tradicional, contiene una exposición de réplicas de las diversas construcciones habitacionales y de otros usos que ellos realizaban (de invierno, verano y tiempo de inundaciones), elaboradas con cachanilla y ramas de sauce o mezquite. 
La segunda área es una sala de exposiciones que contiene algo de la historia y costumbres de los cucapá a través de fotografías y objetos diversos. 
Por último, hay una tercera sala que hace las veces de centro artesanal, donde la comunidad pone a la venta sus artesanías: pectorales, collares, aretes y otros objetos de chaquira y faldas de corteza de sauce. En las paredes externas del museo se encuentran pinturas que representan a los anteriores jefes de la tribu.

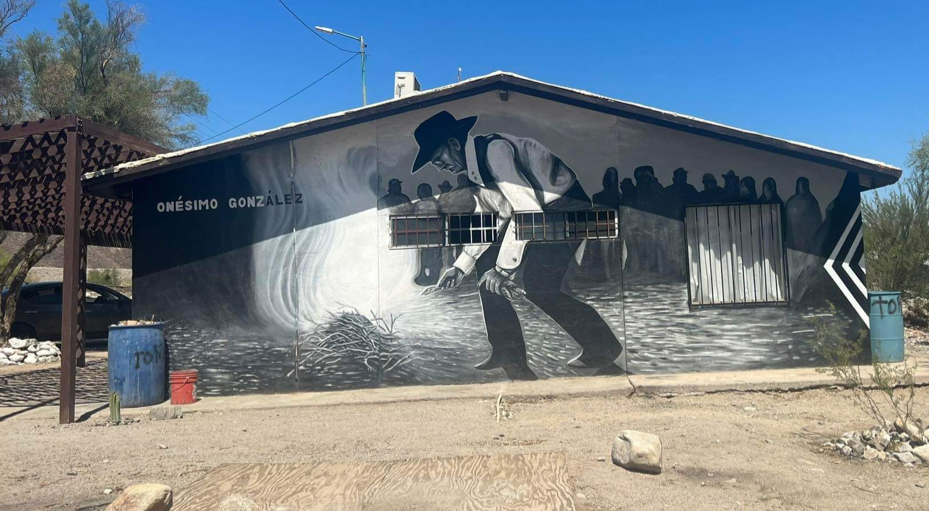
Onésimo González